# فانی فیشر

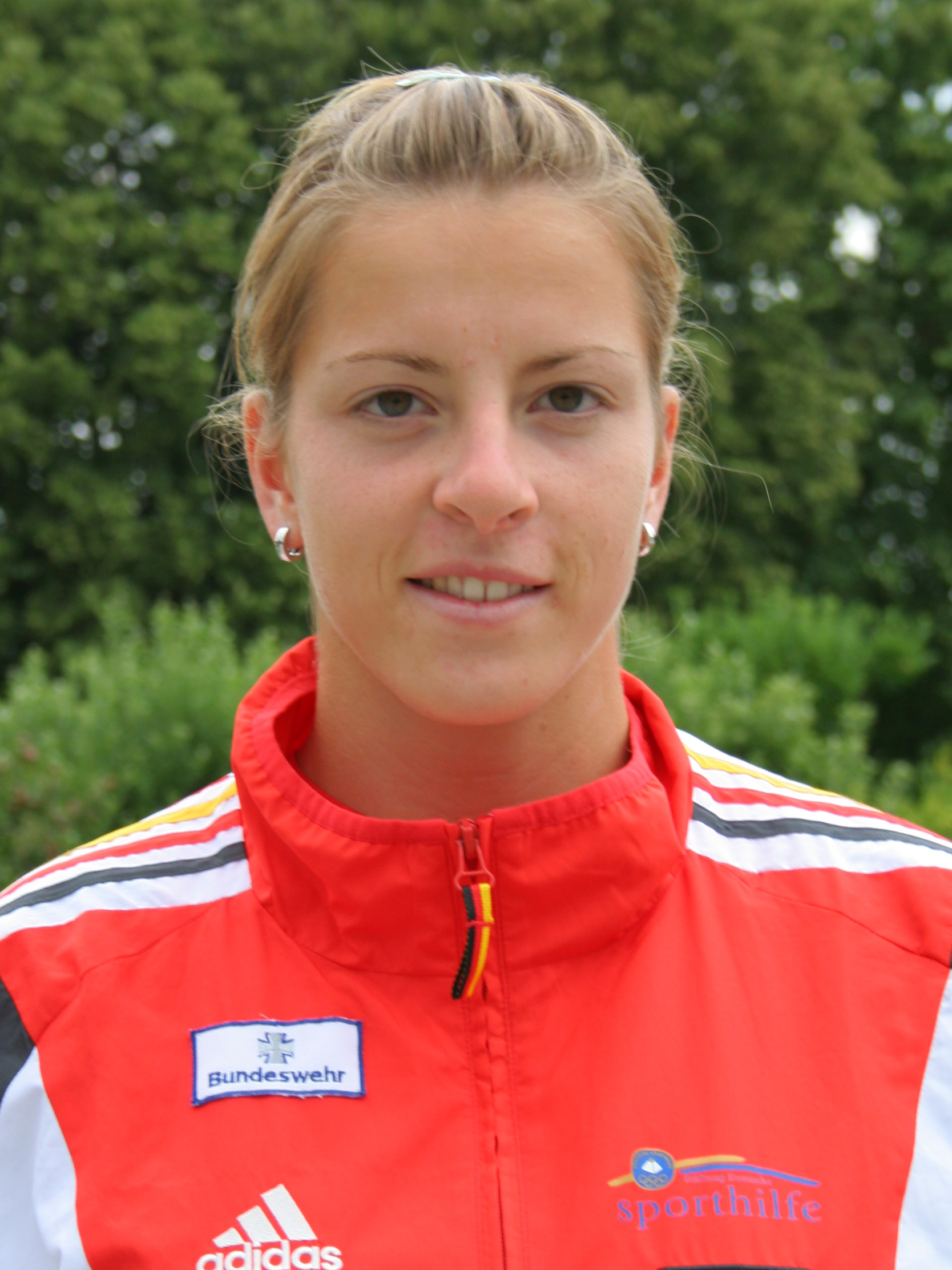
فانی فیشر در سال ۲۰۰۷.

فانی فیشر (زاده ۷ سپتامبر ۱۹۸۶ در پوتسدام) یک قایقران اسپریت آلمانی است که از سال ۱۹۹۶ و از سال ۲۰۰۵ در ورزش حرفه ای رقابت می‌کند.

## زندگی شخصی
مادر فیشر، سارینا هولزنبک، در بازی‌های المپیک تابستانی ۱۹۸۰ در مسکو، مدال طلای بانوان را بدست آورد. پدر او، فرانک، در اوایل دهه ۱۹۸۰ موفق به کسب ۹ مدال قهرمانی جهانی قایق‌رانی اسپانیایی ICF شد. عمه او، بیرگیت فیشر، بین المپیک تابستانی بین سالهای ۱۹۸۰ و ۲۰۰۴ دوازده مدال قهرمان قایقرانی را کسب کرد. او وقتی به رقابت نمی‌پردازد، به عنوان سرباز در ارتش آلمان خدمت می‌کند. برادر فیشر، فالکو نیز یک قایقران است.